# Vékás Lajos (jogász)
Vékás Lajos (Kolozsvár, 1939. november 25. –) Széchenyi-díjas magyar jogtudós, egyetemi tanár, a Magyar Tudományos Akadémia rendes tagja, 2014 és 2020 között társadalomtudományi alelnöke. 1990 és 1993 között az Eötvös Loránd Tudományegyetem, 1992 és 1997 között a Collegium Budapest rektora, Vékás Gusztáv testvére.

## Életpályája
1958-ban kezdte meg egyetemi tanulmányait az Eötvös Loránd Tudományegyetem Állam- és Jogtudományi Karon, ahol 1963-ban szerzett jogi doktorátust. 1969-ben tette le ügyvédi-jogtanácsosi szakvizsgáját. Diplomájának megszerzése után az ELTE polgári jogi tanszékén kezdett el tanítani. 1979-ben kapott docensi és tanszékvezetői, 1984-ben egyetemi tanári kinevezést. A tanszéket 1999-ig vezette. 1985 és 1986, valamint 1987 és 1990 között az egyetem rektorhelyetteseként is dolgozott. 1990-ben három évre megválasztották az egyetem rektorává. 1986 és 1987 között a Heidelbergi Egyetem vendégprofesszora volt. 1992-ben a Collegium Budapest alapító rektorává választották, tisztségét 1997-ig viselte. 2009-ben Szilárd Leó professzori ösztöndíjat kapott.
1979-ben a Magyar Kereskedelmi és Iparkamara elődje mellett működő választottbíróság tagja lett. 1999-ben, Harmathy Attila utódjaként az új Polgári Törvénykönyvet előkészítő Kodifikációs Főbizottság vezetőjévé nevezték ki, amely pozíciójából 2007-ben mentették fel, miután az Igazságügyi és Rendészeti Minisztérium átvette a kodifikációs munkát.
1976-ban védte meg az állam- és jogtudományok kandidátusi, 1984-ben pedig akadémiai doktori értekezését. 1990-ben megválasztották a Magyar Tudományos Akadémia levelező, 1995-ben pedig annak rendes tagjává. 2014-ben az akadémia társadalomtudományi alelnöke lett. Tisztségét 2020-ig töltötte be. Az MTA Állam- és Jogtudományi Bizottsága Elnökségének tanácskozási jogú tagja, emellett az Académie Internationale de Droit Comparé, a Deutsche Gesellschaft für Völkerrecht és a Group Européen de Droit International Privé tagja.

## Munkássága
Kutatási területei a magyar polgári jog, összehasonlító polgári jog és nemzetközi magánjog.
Polgári jogi kutatásai során annak teljes spektrumával foglalkozott: külön könyvet írt az öröklési jogról, a szerződési rendszerek fejlődéséről és a gazdasági jog egyes területeiről. Német nyelvű könyvben vázolta a magyar dologi jog rendszerét. Összehasonlító kutatásokat végzett elsősorban a magyar és a német polgári jogi rendszerrel. Foglalkozott a polgári jog egyes alkotmányos aspektusairól is. Mádl Ferenccel több kiadásban megjelent nemzetközi magánjogi monográfiát, illetve tankönyvet írt. Egyik első szerző volt, aki a polgári jog gazdasági elemzésével foglalkozott.
Szerepe jelentős a polgári jog újrakodifikálása területén mint a Kodifikációs Főbizottság vezetője, bár ezt a munkáját nem tudta befejezni. Rektorként átvezette az ELTE-t a rendszerváltás utáni oktatási átalakításokon, illetve a Collegium Budapest alapító rektoraként új kutatási műhelyet alakított ki Magyarországon. Publikációit elsősorban magyar, angol és német nyelven adja közre.
Választottbíróként is működik. Ilyen minőségében hozott 2010-es ítéletét a BVM Épelem Kft. ügyében a Legfelsőbb Bíróság hatályon kívül helyezte az ügyben eljáró egyik képviselő és Vékás be nem jelentett összeférhetetlensége miatt.

## Családja
1969-ben nősült, házasságából egy fiú-, illetve egy leánygyermek született. Testvére Vékás Gusztáv, a Magyar Szabadalmi Hivatal egykori jogi elnökhelyettese.

## Díjai, elismerései
- Hamburgi Egyetem díszdoktora
- Akadémiai Díj (1988)
- Deák Ferenc kutatási díj (1998, Pro Renovanda Cultura Hungariae)
- Szent-Györgyi Albert-díj (2000)
- A Magyar Köztársasági Érdemrend középkeresztje (2000)
- Mestertanár (2003, Országos Tudományos Diákköri Tanács)
- Széchenyi-díj (2004)
- A Magyar Köztársasági Érdemrend középkeresztje a csillaggal (2008)
- Szilárd Leó professzori ösztöndíj (2009)
- az Eötvös Loránd Tudományegyetem díszdoktora (2010)
- Prima díj (2010)
- Sapientia Erdélyi Magyar Tudományegyetem díszdoktora (2017)[5]
- A Heidelbergi Egyetem  díszdoktora (2017)

## Főbb publikációi
- A szerződési rendszer fejlődési csomópontjai (1977)
- Magyar nemzetközi magánjog a nemzetközi kapcsolatok jogának fő elemeivel (Mádl Ferenccel, 1981)
- Nemzetközi magánjog és a nemzetközi gazdasági kapcsolatok joga (Mádl Ferenccel, 1985)
- Landmarks in the Development of the Contractual System (1986)
- A nemzetközi magánjog elméleti alapjai (1986)
- The Law of Conflicts and Foreign Trade (társszerző, 1987)
- Magyar polgári jog: öröklési jog (1995)
- A kft. és ügyvezetője (1995)
- The Law of Conflicts and International Economic Relations (társszerző, 1998)
- Ungarisches Sachenrecht (2000)
- Az új Polgári törvénykönyv elméleti előkérdései (2001)
- Europäisches Recht im ungarischen Privat- und Wirtschaftsrecht (2004)
- Sándor Tamás–Vékás Lajos: Nemzetközi adásvétel. A Bécsi Egyezmény kommentárja; HVG-ORAC, Bp., 2005
- Parerga. Dolgozatok az új polgári törvénykönyv tervezetéhez; HVG-ORAC, Bp., 2008
- Szerződési jog. Általános rész (2016)
- Fejezetek a magyar magánjogtudomány történetéből; 2. bőv. kiad.; ORAC, Bp., 2022